# Leighlinbridge Castle
Leighlinbridge Castle, auch Black Castle, irisch Caisleán Leithghlinn an Droichid, ist eine Burgruine im Dorf Leighlinbridge im irischen County Carlow. Sie liegt am River Barrow.
Die erste Burg an dieser Stelle wurde um 1181 von den Normannen errichtet. In den 1540er-Jahren ließ Edward Bellingham ein Karmelitenkloster in ein neues Fort umgebaut. Diese Burg ist heute verfallen. Die 15 Meter hohe Ruine des Burgturmes und eine Seite der Umfassungsmauer existieren noch.

## Geschichte
John de Clahull (oder Claville) ließ die Burg unter Hugh de Lacy errichten.
Das ursprüngliche Bauwerk bildete zusammen mit der mit neun Bögen versehenen Brücke über den River Barrow das wichtigste Wahrzeichen der Ansiedlung. Der Bau der Burg, der selbst einen wichtigen Ort schuf, gilt als wichtigster Fakt in der Entwicklung des Dorfes Leighlinbridge.
Anfang der 1270er-Jahre kamen die Karmeliten erstmals nach Irland und gründeten ihre erste Priorei in Leighlinbridge in der Nähe der Burg. Die Brücke über den Fluss wurde um 1320 errichtet. Eine weitere Burg, White Castle, ließ Gerald FitzGerald, 5. Earl of Kildare, um 1408 in der Nähe bauen. 1840 gab es von der letztgenannten Burg keine Spur mehr und man weiß nicht mehr genau, so sie gestanden hat.
1543 wurde die Priorei aufgelöst und 1546 ließ sie Edward Belingham in ein Fort mit einer Umfassungsmauer umbauen. Das Fort wurde ein militärisches Zentrum für ganz Leinster. Bellingham ließ auch Stallungen auf der Burg für etwa zwei Dutzend Pferde anlagen.
1577 soll Rory Oge O'More aus County Laois die Burg, die damals unter dem Kommando von George Carew, 1. Earl of Totnes, stand, erobert und einen Teil der Ansiedlung zerstört haben. Laut John Ryan in The History and Antiquities of the County of Carlow aus dem Jahre 1833 wurde die Burg nicht eingenommen und, obwohl sich das Scharmützel zwischen den Eindringlingen und den Verteidigern bis vor die Tore der Burg hinzog, wurden erstere zurückgeschlagen.
Während der O'Neill-Rebellion der 1590er-Jahre (siehe Neunjähriger Krieg) wurde die Burg repariert und wieder mit einer Garnison der Krone belegt. 1604 erhielt George Tuchet, Lord Awdeley, die Burg von König als Fron.
Während der Rebellion von 1641 war die Burg anfangs mit einer Garnison der katholischen Konföderation belegt und diente 1647 und 1649 dem Marquis of Ormond als Treffpunkt. 1649 wurde die Burg von Colonel Hewson für die Truppen von Oliver Cromwell eingenommen.

## Beschreibung
In den 1840er-Jahren bestanden die Überreste der Burg selbst aus einer 2,1 Meter dicken, vierseitigen Umfassungsmauer (96 Meter × 71 Meter), die an drei Seiten von einem Burggraben umschlossen war und mit der vierten Seite an den Fluss grenzte. Der Donjon aus dem 15. Jahrhundert lag in der nordwestlichen Ecke, hatte einen rechteckigen Grundriss und war fast 15 Meter hoch. Später verfiel das Gebäude weiter: Nur noch eine Seite der Umfassungsmauer stand und der Donjon hatte nur noch ein Stockwerk, das von einem einzelnen Bogen gestützt wurde. Es gab auch Überreste eines Rundturms in der Südwestecke; die Überreste ragten bis 7,3 Meter auf und die Mauern waren 3 Meter dick.
Eine modernere Analyse des „Black Castle“ klassifiziert es als dreistöckiges Tower House aus Kalkstein; das unterste Stockwerk hatte Gewölbedecken und das Dach wurde von Mauern mit Mauergängen gestützt. Sowohl der Turm als auch die umgebende, rechteckige Umfassungsmauer haben Schießscharten und ihre Architektur weist auf einen Bau im 16. Jahrhundert hin.